# 酒中日記
『酒中日記』（しゅちゅうにっき）は、国木田独歩が1902年（明治35年）に発表した日本の小説であり、同作を原作とし、1921年（大正10年）製作・公開、賀古残夢監督による日本のサイレント映画であり、同映画の脚本を執筆した伊藤大輔が自らの監督デビュー作としてリメイクし、1924年（大正13年）製作・公開された日本のサイレント映画である。

## 略歴・概要
小説『酒中日記』の初出は、1902年（明治35年）に『文芸界』誌11月号の単発掲載で、1906年（明治39年）3月に東京の出版社左久良書房から出版された短篇集『運命』に収められた。
映画『酒中日記』は、いずれのヴァージョンも東京国立近代美術館フィルムセンターに所蔵されておらず、マツダ映画社も同様である。現状では、いずれも鑑賞の不可能な作品である。
小説『酒中日記』は、青空文庫に収められており、自由に閲覧することが可能である。

## 1921年版
『酒中日記』（しゅちゅうにっき）は、1921年（大正10年）製作・公開、松竹蒲田撮影所製作、松竹キネマ配給、賀古残夢監督による日本のサイレント映画である。

### スタッフ・作品データ
- 監督 : 賀古残夢
- 脚本 : 伊藤大輔
- 原作 : 国木田独歩
- 撮影 : 桑原昴
- 製作 : 松竹蒲田撮影所
- 上映時間（巻数） : 66分[7]（6巻 / 約6,000尺）
- フォーマット : 白黒映画 - スタンダードサイズ(1.33:1) - サイレント映画
- 公開日 :  日本 1921年6月24日
- 配給 :  松竹キネマ
- 初回興行 : 赤坂・第一松竹館

### キャスト
- 岡本五郎
- 岩田祐吉
- 野寺正一
- 鈴木歌子
- 静香八千代
- 三村千代子

## 1924年版
『酒中日記』（しゅちゅうにっき）は、1924年（大正13年）製作・公開、帝国キネマ芦屋撮影所製作、帝国キネマ演芸配給、伊藤大輔監督による日本のサイレント映画である。1920年（大正9年）松竹蒲田撮影所入社以来、脚本家としてのキャリアを築いてきた伊藤大輔の映画監督としてのデビュー作である。

### スタッフ・作品データ
- 監督・脚本 : 伊藤大輔
- 原作 : 国木田独歩
- 撮影 : 河上勇喜
- 製作 : 帝国キネマ芦屋撮影所
- 上映時間（巻数） : 55分[7]（5巻 / 約5,000尺）
- フォーマット : 白黒映画 - スタンダードサイズ(1.33:1) - サイレント映画
- 公開日 :  日本 1924年5月1日
- 配給 :  帝国キネマ演芸
- 初回興行 : 浅草・遊楽館

### キャスト
- 松本泰輔 - 大河今蔵
- 小池春枝 - 妻・お政
- 岸辺富江 - 母・お富
- 望月光子 - 妹・お光
- 横山隆吉 - 桝屋老人
- 伊藤淳兆 - 小使
- 高堂国典 - 島の六兵衛
- 歌川八重子 - 娘・お露
- 中村あぐり - 島の吉次

## 註
1. ↑  近現代日本文学史年表 1898-1907、ウラ・アオゾラブンコ、2010年1月25日閲覧。
2. ↑  運命、国立国会図書館、2010年1月25日閲覧。
3. ↑  OPAC NDL 検索結果、国立国会図書館、2010年1月25日閲覧。
4. ↑  所蔵映画フィルム検索システム、東京国立近代美術館フィルムセンター、2010年1月25日閲覧。
5. ↑  主な所蔵リスト 劇映画＝邦画篇、マツダ映画社、2010年1月25日閲覧。
6. ↑  国木田独歩、青空文庫、2010年1月25日閲覧。
7. 1 2  Film Calculator換算結果、コダック、2010年1月25日閲覧。